# Chalchiuhtlicue

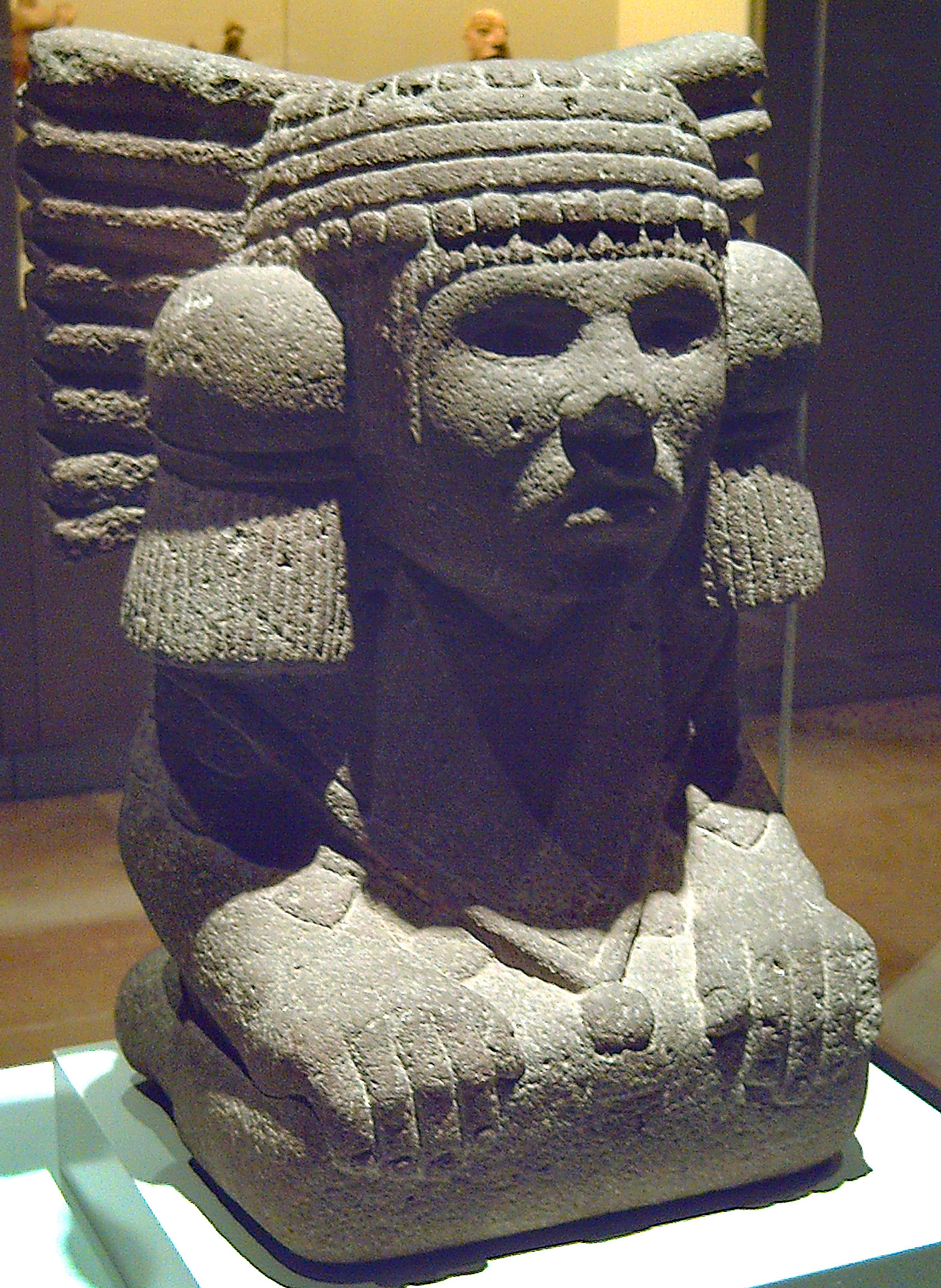
Stenen beeld van Chalchiuhtlicue (Museo de América, Madrid)

In de Azteekse mythologie was Chalchiuhtlicue (ook wel Chalciuhtlicue, of Chalcihuitlicue) ("Zij van de Jade Jurk") de godin van de meren, rivieren, zeeën, stromingen, stille waters, stormen en baptisme. Zij is ook de patrones van de geboorte en speelt een belangrijke rol in het Azteekse baptisme. Ze werd ook wel Matlalcueitl genoemd door de Tlaxcalteken, de vijanden van de Azteken.

## Mythologie
Voor de Azteken was Chalchiutlicue als watergodin de personificatie van jeugdige schoonheid en passie. Ze werd voorgesteld als een rivier waaruit een met fruit volgeladen cactus groeide die het menselijk hart symboliseerde.
Chalchiutlicue werd door de Azteken geassocieerd met zowel water als vruchtbaarheid, vanwege hun associatie van de baarmoeder met water. Deze dubbelrol gaf haar zowel een leven brengende als een levensbeëindigende rol in de Azteekse mythologie. Chalchiutlicue bracht de vernietiging van de vierde zon door het loslaten van 52 jaren van regen en overstromingen op de aarde. Ze beschermde ook de mensheid door mensen te veranderen in vissen zodat het water hen niet zou verdrinken, en door het creëren van een brug tussen de aarde en de hemel voor hen die in haar gading stonden.
Chalchiuitlicue betekent "zij die een jade jurk draagt". Ze werd ook wel Matlalcueye genoemd wat "zij die een groene jurk draagt" betekent. Deze godin was de vrouw (in sommige mythes de zus) van de regengod Tlaloc. In de Azteekse kosmologie was zij de vierde van de voorgaande zonnen; in haar heersende tijdperk werd maïs als eerste gebruikt. Net als andere watergoden werd ze vaak geassocieerd met slangen.
Ze was de moeder van Tecciztecatl, een Azteekse maangod. Hij werd ook wel "hij die komt van het land van de zeeslak schelp" genoemd, dit vanwege de overeenkomst tussen de maan en de naaktslak. Tecciztecatl werd vaak afgebeeld als een oude man die een grote zeeschelp op zijn rug droeg.
Er wordt ook gezegd dat ze de vrouw was van Xiuhtecuhtli, ook wel Huehueteotl ("Oude god") genoemd, de hoofdgod van het Azteekse pantheon. Hij was de personificatie van licht in de duisternis, warmte in de kou en leven in de dood. Een god van licht en vuur, vaak afgebeeld met een rood of geel gezicht met een wierookvat op zijn hoofd.
De mythologie over Chalchiuitlicue zegt dat ze Tlaloc hielp over het paradijselijke rijk Tlalocan te heersen. Chalchiutlicue maakte de velden vruchtbaar en er wordt gezegd dat ze de beschermer was van kinderen. Volgens de legende verorberde ze de zon en de maan.